# Oxted
Oxted est une ville et une paroisse civile du Surrey, en Angleterre. Elle est en partie située sur le versant sud des North Downs. Le méridien de Greenwich la traverse. Administrativement, elle relève du district de Tandridge, dont elle est le chef-lieu. Au moment du recensement de 2011, elle comptait 11 314 habitants. Elle est bien connectée avec le centre de la capitale, avec des trains assez fréquents qui l'atteignent en une demi-heure approximativement. Les routes et les connexions sont plus fortes avec Croydon juste au nord, aussi que les manoirs ouverts ou semi-ouverts au public se trouvent dans l'environnement étendu.
La rue principale est très bien conservée et quelques bâtiments, généralement plus petits, datent peut-être du XVIe siècle, avec peu de structures construites brusquement.